# Коржавины
Коржавины — деревня в Оричевском районе Кировской области в составе Истобенского сельского поселения.

## География
Расположена на расстоянии примерно 2 км на восток от административного центра поселения села Истобенск.

## История
Известна с 1671 года как деревня Олферовская с 4 дворами, в 1765 году здесь (деревня Онферовская) проживало 64 человека. В 1873 году в деревне Анферовской 2-й (Кержавины и Пленковы) было отмечено дворов  30 и жителей 106, в 1905 22 и 125, в 1926 (деревня Коржавины или Анферовская 2-я) хозяйств 19 и жителей 81, в 1950 25 и 80, в 1989 24 постоянных жителя. Настоящее название утвердилось с 1939 года. 

## Население
Постоянное население  составляло 16 человек (русские 100%) в 2002 году, 10 в 2010.